# Parobereopsis nigrosternalis
Parobereopsis nigrosternalis là một loài bọ cánh cứng trong họ Cerambycidae.